# Catonia notata
Catonia notata är en insektsart som först beskrevs av Fowler 1904.  Catonia notata ingår i släktet Catonia och familjen vedstritar.
Artens utbredningsområde är Panama. Inga underarter finns listade i Catalogue of Life.